# 2012年羅傑斯盃
2012年羅傑斯盃，舉行在加拿大的室外硬地的網球巡迴賽，在ATP於加拿大多倫多舉行，也稱加拿大大師1000賽；在WTA於加拿大蒙特婁舉行。

## 冠軍

### 男子單打
諾瓦克·喬科維奇 擊敗  里夏爾·加斯凱（6–3、6–2）
- 這是喬科維奇今年第3座冠軍與生涯第31座冠軍。

### 女子單打
佩特拉·克維托娃 擊敗  李娜（7–5、2–6、6–3）
- 這是克維托娃今年第1座冠軍與生涯第8座冠軍。

### 男子雙打
鮑勃·布賴恩 /  邁克·布賴恩 擊敗  馬塞爾·格拉諾勒斯 /  馬克·洛佩斯（6–4、1–6、[12–10]）

### 女子雙打
克勞蒂雅·伊格納挈克 /  克里斯蒂娜·姆拉德諾維奇 擊敗  娜迪亞·佩特洛娃 /  卡塔琳娜·斯雷博特尼克（7–5、2–6、[10–7]）

## 外部連結
- 官方網站（页面存档备份，存于）